# Jaroslav Beránek
Mgr. Jaroslav Beránek (21. července 1950 – 2. září 2008) byl československý basketbalista, účastník Mistrovství světa 1974 a Mistrovství Evropy 1975. Je zařazen na čestné listině mistrů sportu.
V československé basketbalové lize hrál 18 sezón v letech 1969-1989 za kluby Iskra Svit, Zbrojovka Brno, RH Pardubice, VŠDS Žilina a Baník Handlová. Třikrát byl mistrem Československa, jedenkrát vicemistrem a má jedno třetí místo. V historické střelecké tabulce basketbalové ligy Československa (od sezóny 1962/63 do 1992/93) je na 10. místě s počtem 6561 bodů. V sezóně 1982-1983 v ligovém utkání Žilina - Handlová zaznamenal 54 bodů, což byl třetí nejlepší střelecký výkon v historii československé ligy. 
Zúčastnil se 5 ročníků evropských klubových pohárů v basketbale, s týmem Zbrojovka Brno 4 ročníků, z toho dvakrát Poháru evropských mistrů (1978, 1979), dvakrát Poháru vítězů pohárů (1973, 1974). S týmem Brna získal druhé místo v Poháru vítězů pohárů 1974). S týmem Iskra Svit hrál v Poháru vítězů pohárů 1986, v 1. kole vyřadili turecký Fenerbahce Istanbul, v osmifinále byli vyřazeni od Stade Francais Paříž.
Jako hráč reprezentačního družstva Československa byl účastníkem 2 světových a evropských basketbalových soutěží. Za reprezentační družstvo Československa v letech 1971-1978 hrál 118 zápasů, z toho na Mistrovství světa a Mistrovství Evropy celkem 14 zápasů, v nichž zaznamenal 103 bodů. Startoval na Mistrovství světa 1974 v Portoriku (10. místo) a na Mistrovství Evropy mužů - 1975 v Bělehradě (5. místo)

## Hráčská kariéra

### Kluby -liga
- 1969-1972, 1985-1986 Iskra Svit - 5. místo (1986), 6. místo (1972), 2x 8. místo (1970, 1971)
- 1972-1978 Zbrojovka Brno - 3x mistr (1976-1978), vicemistr (1975), 3. místo (1973), 4. místo (1974)
- 1978-1979 RH Pardubice - 6. místo (1979)
- 1979-1984 VŠDS Žilina - 3x 5. místo (1981, 1983, 1984), 6. místo (1982), 7. místo (1980)
- 1987-1989 Baník Handlová - 7. místo (1989),9. místo (1988)
- V československé basketbalové lize celkem 18 sezón (1969-1989), 6561 bodů (10. místo) a 5 medailových umístění
  - 3x mistr Československa (1976-1978), 1x vicemistr: (1975), 4x 3. místo: (1973)

### Evropské poháry klubů
- Zbrojovka Brno
  - Pohár evropských mistrů - 1976-77 (semifinálová skupina) - 1977-78 (čtvrtfinálová skupina)
  - Pohár vítězů pohárů - 1972-73 (čtvrtfinálová skupina) - 1973-74 (2. místo) - vítěz čtvrtfinálové skupiny B (2-2 349-330): CSA Steaua Bukurešť, Rumunsko (96-86, 64-77), CB Estudiantes Madrid, Španělsko (117-93, 72-74), semifinále: Pallacanestro Turín, Itálie (88-71, 70-86) a prohra ve finále s KK Crvena Zvezda Bělehrad, Jugoslávie 75-86
    - Body ve finále: Jan Bobrovský 20, Kamil Brabenec 14, Vojtěch Petr 10, Jiří Balaštík 9, Jaroslav Beránek 8, Petr Novický 8, Jiří Pospíšil 6. Trenér František Konvička
- Iskra Svit - Pohár vítězů pohárů 1985-1986 - 1. kolo: Fenerbahce Istanbul(104-76, 71-94), osmifinále: Stade Francais Paříž (80-84, 71-103)

### Československo
- Mistrovství světa - 1974 Portoriko (50 bodů /7 zápasů) 10. místo
- Mistrovství Evropy - 1975 Bělehrad (53 bodů, 7 zápasů) 6. místo
- za reprezentační družstvo Československa v letech 1971-1978 hrál celkem 118 zápasů, z toho na světových a evropských soutěžích 14, v nichž zaznamenal 103 bodů